# 치바 신이치
치바 신이치(일본어: 千葉 真一, 표준어: 지바 신이치, 1939년 1월 22일~2021년 8월 19일)는 일본의 배우이다. 소니 치바(Sonny Chiba)라는 이름으로도 알려져 있다.

## 생애
후쿠오카시 하카타구에서 태어나 4세 때 지바현 기미쓰시로 이주했다.
중학교 때 기계체조를 시작해 고등학교 때 일본 전국대회 우승을 한 적이 있다. 1957년 일본체육대학에 진학했다. 체조 국가대표를 할 생각이 있었으나, 2학년 때 도마 연습 중 착지를 실패하는 사고로 허리와 양 무릎을 다쳤다.
1959년 대학교를 중퇴하고 도에이에 입사했다. 1960년 드라마 《신 칠색가면》을 시작으로 드라마·영화·연극 전부 합쳐 1500편 이상에 출연하였다.
2021년 8월 19일 코로나바이러스감염증-19에 의한 폐렴으로 지바현 기사라즈시 기미쓰 중앙병원에서 사망하였다. 소속사의 발표에 따르면 7월 말에 코로나-19에 감염되어 자택 요양을 하다가 폐렴이 악화되어 8월 8일 입원하여 산소호흡기를 이용하며 치료했으나 회복하지 못하였다고 한다. 일본 언론은 그가 지병이 없고 담배를 피지 않았으며 ‘건강해서’ 코로나-19 백신을 맞지 않았다고 보도했다.

## 출연

### 영화
- 《킬 빌》(2003년) - 핫토리 한조 역
- 《패스트 & 퓨리어스: 도쿄 드리프트》(2006년)

### 드라마
- 《속도위반 결혼》(2001년)
- 《풍림화산》(2007년) - 이타가키 노부카타 역